# رون كوري
رون كوري (بالإنجليزية: Ron Corry) هو لاعب كرة قدم أسترالي، ولد في 21 يوليو 1941 في سيدني في أستراليا. شارك مع منتخب أستراليا لكرة القدم. أما مع النوادي، فقد لعب مع ماركوني ستاليونز ونادي سيدني أوليمبيك ونادي سيدني يونايتد 58 ونادي وسترن سيدني واندررز.